# Adrián Hubek
Adrián Hubek (* 28. září 1964) je bývalý slovenský fotbalový brankář a mládežnický reprezentant Československa.

## Fotbalová kariéra
Začínal v Jednotě Trenčín, na jaře 1983 debutoval v I. SNFL. Během základní vojenské služby hrál za VTJ Trenčín a RH Sušice. V nejvyšší soutěži nastupoval za TJ Vítkovice, odchytal 55 utkání, ve 12 z nich udržel čisté konto. Na jaře 1993 hostoval v Dolním Benešově.

## Ligová bilance
| Ročník                                   | Zápasy | Góly | Nuly | Klub         |
| ---------------------------------------- | ------ | ---- | ---- | ------------ |
| 1. československá fotbalová liga 1987/88 | 2      | 0    | 0    | TJ Vítkovice |
| 1. československá fotbalová liga 1988/89 | 5      | 0    | 1    | TJ Vítkovice |
| 1. československá fotbalová liga 1989/90 | 29     | 0    | 7    | TJ Vítkovice |
| 1. československá fotbalová liga 1990/91 | 17     | 0    | 4    | TJ Vítkovice |
| 1. československá fotbalová liga 1991/92 | 2      | 0    | 0    | TJ Vítkovice |
| CELKEM                                   | 55     | 0    | 12   |              |